# Hizma
Hizma, en arabe : حزما, est une municipalité du gouvernorat de Jérusalem en Palestine. Elle est située à sept kilomètres de la vieille ville de Jérusalem. La localité, principalement située dans la zone C de la Cisjordanie, est limitrophe de quatre colonies israéliennes, Neve Yaakov et Pisgat Ze'ev (en) (toutes deux officiellement considérées comme faisant partie de Jérusalem), Geva Binyamin (en) et Almon.
Depuis 1967, Hizma est occupée par Israël. La localité est coupée de Jérusalem par la barrière de séparation israélienne à l'ouest et de la Cisjordanie par les colonies à l'est.
Selon le recensement du bureau central palestinien des statistiques, la localité compte une population de 7 118 habitants en 2017.